# John Hughlings Jackson
Pour les articles homonymes, voir John Jackson (homonymie) et Jackson.
John Hughlings Jackson (1835-1911) est un neurologue britannique qui décrivit le fonctionnement neurologique et cérébral sous une forme hiérarchique : les niveaux inférieurs voient leurs fonctions se libérer – souvent de manière inappropriée – quand les niveaux supérieurs de contrôle deviennent défaillants. Ce modèle a connu dans les années 1930 des développements dans le domaine de la psychiatrie, grâce aux travaux de Henri Ey et à sa théorie de l'organodynamisme.

## Biographie
Il était le quatrième et dernier des fils d'un brasseur du Yorkshire, Samuel Jackson, et de Sarah Jackson (née Hughlings), qui mourut un an après sa naissance. Ses frères émigrèrent en Nouvelle-Zélande et sa sœur épousa un médecin. Il fit sa scolarité à Tadcaster (Yorkshire) et Nailsworth (Gloucestershire), puis étudia à l'école de médecine et de chirurgie de York. Une fois diplômé du St Bartholomew's Hospital en 1856, il exerça comme médecin de ville pour le Dispensaire de York.
En 1859, il fut appelé à Londres par le Metropolitan Free Hospital et le Royal London Hospital, fut titularisé médecin-assistant en 1862 puis (en 1869) chef de la clinique de Paralysie et d’Épilepsie  (auj. le National Hospital for Neurology and Neurosurgery), sise à Queen Square (Londres) et médecin titulaire (1874) des Hôpitaux de Londres. Au cours de cette décennie, il s'imposa comme un neurologue éminent. Il fut élu fellow de la Royal Society en 1878.
Avec ses collègues David Ferrier and Sir James Crichton-Browne, Jackson fonda le journal Brain, consacré aux avancées en neurologie clinique et  expérimentale , dont le premier numéro parut en 1878. Jackson est aussi, avec William Gowers et David Ferrier, un des membres fondateurs de la National Society for the Employment of Epileptics (1892 ; auj. la National Society for Epilepsy).
Jackson mourut à Londres le 7 octobre 1911 et quoiqu'athée,, fut inhumé dans le cimetière de Highgate.
L'école de médecine de l'université d'York porte aujourd'hui son nom.

## Recherches
Jackson était tout à la fois un penseur original et un vulgarisateur prolifique, quoique passablement répétitif. Malgré la disparité de ses recherches, il est passé à la postérité pour ses contributions décisives au diagnostic et à l'analyse de l'épilepsie sous toutes ses formes. Il a relié l'action du lobe temporal aux fonctions sensorielles en observant la récurrence de certains automatismes et impressions de déjà-vu,. Il a laissé son nom à la régularité caractéristique de l'enchaînement des troubles moteurs symptômes de la crise épileptique focale (« marche jacksonienne ») et à l'« état de langueur » (dreamy state) qui accompagne les crises liées au dysfonctionnement du lobe temporal. La précision de ses articles sur cette dernière forme d’épilepsie reste un modèle de description clinique, de même que son analyse des rapports entre les manifestations psychomotrices de l’épilepsie et divers aspects d'automatismes pathologiques.
Jackson s'est aussi consacré à l'étude de l'aphasie où, à la suite des travaux d'Adolf Kussmaul, il confirma que certains enfants aphasiques pouvaient néanmoins chanter des paroles apprises,. Il caractérisa précisément les troubles de langage des patients dont l'hémisphère gauche était endommagé, y compris des expressions courantes comme « Au revoir » et « Mon dieu,. »
Il avait conservé de ses années d'études une inclination pour la philosophie; et cela transparaît dans ses réflexions sur la construction épigénétique du système nerveux, dans laquelle il voit trois stades : inférieur (moëlle épinière et nerfs), intermédiaire (aires motrices du cortex) et supérieur (cortex préfrontal).
Il justifiait cette succession par l'observation selon laquelle les centres supérieurs ont la capacité d'inhiber les centres inférieurs. Reprenant la terminologie de John Reynolds, il distinguait les « symptômes négatifs » (disparition d'une douleur par absence de la fonction correspondante) des symptômes positifs (impossibilité de solliciter les centres nerveux inférieurs). Jackson qualifiait ce processus d'un terme emprunté à Herbert Spencer, celui de « dissolution. » 
Selon Berrios, les théories de Jackson, si elles ont exercé une influence certaine sur l’École française de psychologie (Théodule Ribot, Pierre Janet) et dans le monde germanophone (Sigmund Freud, Henri Ey), n'ont eu pourtant que peu d'écho dans les Îles Britanniques. Depuis les années 1980, l'opposition entre symptômes « positifs » et « négatifs » a retrouvé une actualité dans l'étude de la schizophrénie.